# 145523 Lulin
145523 Lulin (2006 EM67) là một tiểu hành tinh vành đai chính được phát hiện ngày 7 tháng 3 năm 2006 bởi Lâm Hoành Khâm (林宏欽) và Diệp Tuyền Chí (葉泉志) tại Đài thiên văn Lộc Lâm.